# Lista de episódios de Sítio do Picapau Amarelo (1977)
Esta é uma lista de episódios do Sítio do Picapau Amarelo, série de televisão exibida pela Rede Globo de 1977 a 1986.

## 1.ª temporada (1977)
- "O Terrível Pássaro Roca" marca a saída de Dirce Migliaccio da série.

| Ep/T | Ep/S | Título                        | Adaptação                                               | Exibição original                             | Capítulos |
| --- | ---- | ----------------------------- | ------------------------------------------------------- | --------------------------------------------- | --------- |
| 1 | 1    | "O Sítio do Picapau Amarelo"  | Paulo Afonso Grisolli, Wilson Rocha e Giuseppe Ghiaroni | 7 de março de 1977 - 8 de julho de 1977       | 90        |
| A obra de Monteiro Lobato é misturada com a imaginação dos roteiristas, criando um universo fantástico, e desenrolado em várias histórias. Para criar tempo e fazer um episódio render mais, como era comum naquela época, várias sub-histórias foram criadas, como a do menino que ficava preso no banheiro, o Vaso de Saladino, perseguido por um bando de ladrões, que queriam os selos mágicos guardados dentro dele, etc. Junto a isso,a chegada de Pedrinho no sítio, a criação do Visconde, o Reino das Águas Claras, a pílula falante, o caso da onça pintada, a caçada do Saci e a chegada do Quindim no sítio. |      |                               |                                                         |                                               |           |
| 2 | 2    | "A Cuca vai Pegar"            | Benedito Ruy Barbosa                                    | 11 de julho de 1977 - 5 de agosto de 1977     | 20        |
| Cuca transforma Narizinho em pedra e enfeitiça a todos no Sítio, exceto Pedrinho e Tio Barnabé. Com a ajuda do Saci, o garoto pega um fio de cabelo da Iara e consegue salvar o pessoal. Ao mesmo tempo, Emília se casa com Rabicó. |      |                               |                                                         |                                               |           |
| 3 | 3    | "João Faz-de-Conta"           | Wilson Rocha                                            | 8 de agosto de 1977 - 9 de setembro de 1977   | 25        |
| Pedrinho, depois de ouvir a história de Pinóquio, decide construir um boneco falante. Depois de um mal-entendido com Emília, ele termina o boneco e dá o nome de João Faz-de-Conta. Ao mesmo tempo, um gato aparece no sítio, fazendo-se passar pelo gato Fuzuê, da mulher do coronel Teodorico.Ele se faz de amigo só para roubar galinhas, mas no final é desmascarado pelo Visconde. |      |                               |                                                         |                                               |           |
| 4 | 4    | "O Anjinho da Asa Quebrada"   | Benedito Ruy Barbosa                                    | 12 de setembro de 1977 - 7 de outubro de 1977 | 20        |
| Um anjo quebra a asa e vai parar no sítio, onde é abrigado e aconchegado até melhorar. Emília, então encantada pelo anjo, resolve cortar a outra asa e mantê-lo pra sempre no sítio. Para sua surpresa, a asa dele melhora rápido, e ele volta para o céu bem na hora do número dele no Circo de Escavalinhos, circo esse organizado e idealizado também pela Emilia. |      |                               |                                                         |                                               |           |
| 5 | 5    | "Peninha, o Menino Invisível" | Benedito Ruy Barbosa                                    | 10 de outubro de 1977 - 4 de novembro de 1977 | 20        |
| Pedrinho conhece Peninha, um menino invisível, que mostra a ele e os outros o país das fábulas, onde conhecem La Fontaine. Lá também conhecem o Burro Falante, que vem junto pra morar no sítio. |      |                               |                                                         |                                               |           |
| 6 | 6    | "O Terrível Pássaro Roca"     | Wilson Rocha                                            | 7 de novembro de 1977 - 2 de dezembro de 1977 | 20        |
| A turma resolve voltar ao pais das fábulas levando Dona Benta para conhecer La Fontaine, mas erram o caminho e caem nas terras das Mil e Uma Noites. Visconde e o Burro Falante são raptados pelo Pássaro Roca, e só com a ajuda do Barão de Munchausen conseguem ser salvos. No final, Pedrinho volta para a cidade e conta a todos da escola sobre suas férias no sítio. |      |                               |                                                         |                                               |           |

## 2.ª temporada (1978)
- Reny de Oliveira é a mais nova Emília.
- Por conta da transmissão da Copa do Mundo FIFA de 1978, Sítio sai da grade no dia 8 de março, nos dias 5, 13, 21 de abril, e nos dias 2, 6, 7, 14, 21 de junho de 1978.

| Ep/T | Ep/S | Título                         | Adaptação                                  | Exibição original                              | Capítulos |
| --- | ---- | ------------------------------ | ------------------------------------------ | ---------------------------------------------- | --------- |
| 1 | 7    | "Cupido Maluco"                | Benedito Ruy Barbosa                       | 6 de março de 1978 - 3 de abril de 1978        | 20        |
| Com tanta falta de amor no mundo, Emília resolve ir ao Olimpo para trazer o Cupido, o Deus do Amor, para o Sítio. Uma confusão: todos do sítio, exceto Emília, são flechados e mudam suas personalidades. Até a Cuca se apaixona pelo Saci, que também não foi flechado, e faz com que o coitado tenha duas pernas. Mas no final tudo é resolvido. |      |                                |                                            |                                                |           |
| 2 | 8    | "A Raiz Milagrosa"             | Maria Clara Machado e Benedito Ruy Barbosa | 4 de abril de 1978 - 8 de maio de 1978         | 20        |
| Emília resolve reformar a natureza pois não gosta nada das “injustiças” que ela tem. Ao mesmo tempo, um cientista chamado Professor Fritz chega ao Sítio atrás de uma raiz milagrosa na Mata e é perseguido por dois bandidos que querem roubar a sua raiz milagrosa, pensando que vale muito dinheiro . |      |                                |                                            |                                                |           |
| 3 | 9    | "Os Piratas do Capitão Gancho" | Wilson Rocha                               | 9 de maio de 1978 - 8 de junho de 1978         | 20        |
| Depois de uma forte tempestade, o mar muda seu curso e chega ao lado do sítio, com um navio cheio de piratas cujo capitão é o Capitão Gancho, que pensa que no sítio está escondido um tesouro valioso. Depois, Branca de Neve também chega ao sítio para procurar Periquito, seu filho refém dos piratas. |      |                                |                                            |                                                |           |
| 4 | 10   | "O Minotauro"                  | Benedito Ruy Barbosa                       | 9 de junho de 1978 - 10 de julho de 1978       | 20        |
| Tia Nastácia é raptada pelo Minotauro, um ser mitológico que tem cabeça de touro e corpo de gente. Quando descobrem, todos do sítio vão à Grécia Antiga para salvá-la, e conhecem lá também pessoas muitos famosas, como Sócrates. e depois de tantas aventuras conseguem salvar a cozinheira. |      |                                |                                            |                                                |           |
| 5 | 11   | "Reinação Atômica"             | Wilson Rocha                               | 11 de julho de 1978 - 9 de agosto de 1978      | 20        |
| Um robô chamado Andira é descontrolado em sua fase de teste, e decide usar todas as bonecas de pano para dominar o mundo, inclusive Emília. No final, é derrotado. |      |                                |                                            |                                                |           |
| 6 | 12   | "A Morte do Visconde"          | Benedito Ruy Barbosa                       | 8 de agosto de 1978 - 4 de setembro de 1978    | 20        |
| Depois de se irritar com as crianças por terem quebrado sua invenção e desculpá-los, Visconde é atingido por uma jaca, voltando a ser um simples sabugo de milho. Ele é enterrado, e de sua cova brota uma nova espiga. Dela é feito um novo boneco, mas esse é ingênuo e brincalhão. Visconde volta a vida de novo e todos ficam felizes. No final, é revelado que os dois sabugos eram um só. O sabuguinho brincalhão era a alma infantil do Visconde sempre sério e estudioso. |      |                                |                                            |                                                |           |
| 7 | 13   | "Memórias da Emília"           | Wilson Rocha                               | 5 de setembro de 1978 - 2 de outubro de 1978   | 20        |
| Emília resolve ditar suas memórias, que são escritas pelo Visconde. Histórias anteriores, como o Reino das Águas Claras e o Minotauro são relembradas. Porém a boneca põe as maiores mentiras e invenções nas suas narrativas. |      |                                |                                            |                                                |           |
| 8 | 14   | "Quem Tem Boca Vai á Roma"     | Marcos Rey                                 | 3 de outubro de 1978 - 30 de outubro de 1978   | 20        |
| Toda a turma vai à Roma que aparece magicamente ao lado do sítio. |      |                                |                                            |                                                |           |
| 9 | 15   | "O Outro Lado da Lua"          | Wilson Rocha                               | 31 de outubro de 1978 - 27 de novembro de 1978 | 20        |
| A turma resolve fazer uma viagem à lua com Tia Nastácia, enquanto vários astrônomos visitam o sítio |      |                                |                                            |                                                |           |

## 3.ª temporada (1979)
- Por conta da transmissão do jogo de futebol Guarani x Palmeiras, Sítio sai da grade no dia 16 de abril de 1979.

| Ep/T | Ep/S | Título                                      | Adaptação            | Exibição original                              | Capítulos |
| --- | ---- | ------------------------------------------- | -------------------- | ---------------------------------------------- | --------- |
| 1 | 16   | "Dom Quixote, O Cavaleiro da Triste Figura" | Benedito Ruy Barbosa | 19 de março de 1979 - 13 de abril de 1979      | 20        |
| O sábio Visconde vai à biblioteca quando de repente um pesado livro cai em sua cabeça. Ele desmaia e quando volta a realidade se transforma no perturbado Dom Quixote, o cavaleiro da triste figura, imaginando que Emília é sua amada Dulcinéa e Pedrinho seu rival, desafiando-o para um duelo. |      |                                             |                      |                                                |           |
| 2 | 17   | "O Curupira"                                | Benedito Ruy Barbosa | 17 de abril de 1979 - 11 de maio de 1979       | 20        |
| O Saci Pererê quer ir embora para um lugar onde ele possa fazer suas traquinagens sossegado, e o pessoal dá uma festa para que ele fique. Emília serra um pedaço de bambu com um sacizinho dentro, que ela quer só para si, e desperta a raiva do Curupira. Aparece o índio Ajuricaba com o Tric, um Saci muito mais levado que o Pererê |      |                                             |                      |                                                |           |
| 3 | 18   | "Quem Quiser Que Conte Outra"               | Wilson Rocha         | 14 de maio de 1979 - 8 de junho de 1979        | 20        |
| Tia Nastácia conta algumas histórias do seu tempo para o pessoal, dentre elas João e Maria, A Moura Torta e O Bicho Manjaléu. |      |                                             |                      |                                                |           |
| 4 | 19   | "Olhos de Retrós"                           | Wilson Rocha         | 11 de junho de 1979 - 6 de julho de 1979       | 20        |
| Depois de exaustivas pesquisas sobre a melhor forma de governar o mundo, Emília vai perdendo seus poderes e aptidões quase-humanas, até se tornar novamente uma simples boneca de pano. Então é feita Ignácia, uma outra boneca-gente, para substituí-la, e que passa a ser a queridinha da casa. Só Emília, que no fundo ainda conserva sua sabedoria, sabe que ela é sonsa, insegura e sem talento.                                                                                                 |      |                                             |                      |                                                |           |
| 5 | 20   | "O Gênio da Lâmpada"                        | Marcos Rey           | 09 de julho de 1979 - 3 de agosto de 1979      | 20        |
| Aladin esquece sua lâmpada maravilhosa no Sítio, e ela vai passando de mão em mão entre a turminha do Sitio , realizando os desejos mais absurdos. Cada um no Sitio tem o direito a fazer três pedidos ao Gênio . Garnizé, por exemplo, pede um abacaxi, só por que estava fora de época! Nota para a clássica frase dita pelo gênio: "O tempo está passando..." segurando sua ampulheta . Destaque também para o Aladim sobrevoando o Sitio em seu tapeta-voador em alguns momentos e da Sherazade . |      |                                             |                      |                                                |           |
| 6 | 21   | "Emília, Romeu e Julieta"                   | Marcos Rey           | 07 de agosto de 1979 - 31 de agosto de 1979    | 20        |
| Um grupo de teatro mambembe chega ao arraial de Tucanos, trazendo a peça Romeu e Julieta para encenar. Na medida em que vão apresentando a peça, Emília tenta interferir por não concordar com o final infeliz da história. O autor do drama, William Shakespeare, tenta impedir a bonequinha de mudar o destino dos personagens. |      |                                             |                      |                                                |           |
| 7 | 22   | "O Casamento da Raposa"                     | Wilson Rocha         | 3 de setembro de 1979 - 28 de setembro de 1979 | 20        |
| A turma do sítio conhece a história da Comadre Raposa, que cansada da vida de solteira decide se casar... Com o Compadre Lobo! |      |                                             |                      |                                                |           |
| 9 | 23   | "Davi e Golias"                             | Marcos Rey           | 1 de outubro de 1979 - 26 de outubro de 1979   | 20        |
| O episódio se passa em dois planos: A chegada de um homem muito forte no Arraias de Tucanos, que desafia todo mundo para uma luta e o encontro de Pedrinho com o pastor Davi, acompanhando o desenvolvimento da história bíblica. |      |                                             |                      |                                                |           |
| 8 | 24   | "O Rapto do Rabicó"                         | Ilclemar Nunes       | 29 de outubro de 1979 - 23 de novembro de 1979 | 20        |
| Rabicó é raptado por Chupa-ovo e seus capangas. Ao perceber o sumiço do porquinho, o pessoal faz de tudo para encontrá-lo. |      |                                             |                      |                                                |           |

## 4.ª temporada (1980)
- "A Máscara do Futuro" marca a saída de Rosana Garcia e Júlio César, os memoráveis Narizinho e Pedrinho na série.

| Ep/T | Ep/S | Título                         | Adaptação     | Exibição original                              | Capítulos |
| --- | ---- | ------------------------------ | ------------- | ---------------------------------------------- | --------- |
| 1 | 25   | "A Santa do Pau Oco"           | Sylvan Paezzo | 03 de março de 1980 - 28 de março de 1980      | 20        |
| Dona Benta está com saudade de Carolina , sua amiga de infância . Emília então , resolve trazê-la do Rio de Janeiro para fazer uma surpresa à todos . Quando as duas se reencontram , Dona Benta percebe que Carolina está rica , totalmente solitária e infeliz . E Carolina percebe que Dona Benta não está vivendo com luxo nenhum , mas muito feliz e cercada de pessoas carinhosas. Carolina então com inveja , faz um trato com a Cuca , que cria uma réplica do pessoal do Sitio pra ela. As pessoas de Verdade ficam com ela e as Cópias ficam no Sítio . |      |                                |               |                                                |           |
| 2 | 26   | "Não Era Uma Vez"              | Marcos Rey    | 31 de março de 1980 - 25 de abril de 1980      | 20        |
| Cada um no sítio tem seu super herói preferido: Emília gosta do mágico Mandarino, Pedrinho de Jim das Selvas e Narizinho do Supra- Homem. Todos ele vão ao sítio a fim de derrotar a Cuca que mais uma vez aterroriza a turma. Todos são derrotados pela bruxa e quem consegue vencê-la é Tio Barnabé, que ao invés de usar força bruta, usa a inteligência, acertando o ponto fraco da malvada. Nesse episódio, Emília cai num poço feito pela Cuca. Um poço tão fundo, que vai dar no outro lado do planeta, o Japão. Ela volta para o Brasil de avião. |      |                                |               |                                                |           |
| 3 | 27   | "A Sacizada"                   | Sylvan Paezzo | 28 de abril de 1980 - 23 de maio de 1980       | 20        |
| Cuca revela à todos da Sacizada que o Saci Pererê é amigo de Pedrinho. Com isso, toda a Sacizada faz um julgamento contra ele . O coitado pede ajuda à turma do Sítio , q vão parar dentro do Bambuzal dos Sacis pra ajudá-lo no Julgamento. O Visconde como seu advogado de defesa , consegue salvá-lo , dizendo que apesar dele ser amigo de todos, isso não impede de fazer suas traquinagens . |      |                                |               |                                                |           |
| 4 | 28   | "A Rainha das Abelhas"         | Wilson Rocha  | 26 de maio de 1980 - 20 de junho de 1980       | 20        |
| Emilia , Visconde , Narizinho e Pedrinho vão parar no reino das abelhas e lá conhecem a colméia , abelhas e a rainha das abelhas . presenciam também uma guerra entre abelhas e vespas e tentam ajudar as abelhas . o reino das abelhas ficava dentro de uma árvore no quintal do Sitio . |      |                                |               |                                                |           |
| 5 | 29   | "A Galinha dos Ovos de Ouro"   | Marcos Rey    | 23 de junho de 1980 - 18 de julho de 1980      | 20        |
| A Famosa Galinha dos Ovos de Ouro aparece no sítio e quem fica sabendo tenta pegá-la, motivado pela ganância. Emília a esconde em uma porção de lugares a fim de ajudá-la . João Perfeito, que também quer a galinha a qualquer custo pra enriquecer , desconfia da boneca e tenta tirar a verdade dela . aparece também no Sitio , Seu Guido , um bandido que também quer a galinha . |      |                                |               |                                                |           |
| 6 | 30   | "O Dia em que a Emília Morreu" | Silvan Paezzo | 21 de julho de 1980 - 12 de setembro de 1980   | 40        |
| Um homem chega ao sítio para convencer Dona Benta à vendê-lo, o que é negado por ela. Irritado, o ele diz que ela ainda mudará de ideia. Muito cordial, ele vai embora e chegando a porteira, muda totalmente sua fisionomia e diz que eles vão sair por bem ou por mal. O tal homem misterioso se põe a coordenar os seus capangas para amedrontar o pessoal, começando por botar fogo na mata, o que resulta na morte da cachorrinha de Pedrinho. Emília vai na fazenda do malfeitor para tirar satisfação, mas assim que chega lá, é morta por dois cães ferozes. Visconde encontra seu corpo e seus pedaços, e Tia Nastácia consegue refazê-la no final. Ao mesmo tempo, Cinderela, Chapeuzinho Vermelho e Pinóquio chegam ao sítio, sendo que Chapeuzinho quer se esconder do Lobo Mau. |      |                                |               |                                                |           |
| 7 | 31   | "Elementar, Emília!"           | Marcos Rey    | 15 de setembro de 1980 - 10 de outubro de 1980 | 20        |
| O Arraial dos Tucanos está fazendo os preparativos para uma grande festa, seu primeiro centenário! Nesse meio tempo, aparece por lá um atrapalhado detetive, tentando resolver o caso de um poeta misterioso. Emília também se interessa pela questão e resolve bancar a detetive , com a ajuda de seu parceiro Visconde . |      |                                |               |                                                |           |
| 8 | 32   | "A Máscara do Futuro"          | Wilson Rocha  | 13 de outubro de 1980 - 21 de novembro de 1980 | 30        |
| Pedrinho e Narizinho começam a crescer e abandonam todas as aventuras vividas na infância. Emília encontra uma máscara que pode mostrar o futuro e se recusa a devolver a sua dona, uma cigana. A boneca fica triste ao ver na máscara que Pedrinho e Narizinho, que crescerem ainda mais, vão abandonar a todos. Ela, então, traz os personagens do Mundo da Fantasia para o lado do Sítio, para ver se eles podem ajudar. Visconde inventa uma máquina para impedir o crescimento e como experiência a usa em Pedrinho, que fica preso em seu interior. No fim, Emília resolve ir embora com os personagens para que os dois cresçam. Porém, eles choram bastante, e voltam a ser crianças num passe de mágica ao dar um abraço em Dona Benta. Assim, a boneca volta com todos e a história termina, finalizando uma etapa do programa. - OBS: Esse episódio marca o retorno de Garnizé. O intérprete do personagem, Canarinho, havia deixado a série antes do início da temporada para atuar na novela Pé de Vento (Rede Bandeirantes). A saída do personagem deu espaço para a entrada de João Perfeito (Ivan Senna), que acabou sendo bem aceito pelo público e permanecendo ao lado de Zé Carneiro e Garnizé até 1984. |      |                                |               |                                                |           |

## 5.ª temporada (1981)
- Daniele Rodrigues e Marcelo José Patelli são a nova dupla de Narizinho e Pedrinho.

| Ep/T | Ep/S | Título                                                            | Adaptação                                | Exibição original                               | Capítulos |
| --- | ---- | ----------------------------------------------------------------- | ---------------------------------------- | ----------------------------------------------- | --------- |
| 1 | 33   | "A Chave do Tamanho"                                              | Sylvan Paezzo                            | 16 de março de 1981 - 17 de abril de 1981       | 25        |
| Preocupada com Dona Benta que entristeceu com as notícias dos bombardeios, Emília vai à casa das chaves para desativar a chave da guerra, mas ela erra, e desativa a chave do tamanho, encolhendo todos da Terra, exceto Visconde e Rabicó, causando transtornos no mundo inteiro.                                             |      |                                                                   |                                          |                                                 |           |
| 2 | 34   | "O Fazedor de Milagres"                                           | Marcos Rey                               | 20 de abril de 1981 - 29 de maio de 1981        | 30        |
| O famoso pianista Chopin chega ao sítio, muito doente, onde é aconchegado por Dona Benta. Depois, extraterrestres vem para desmaterializar tudo que é de cultura na Terra. |      |                                                                   |                                          |                                                 |           |
| 3 | 35   | "O Espelho da Cuca"                                               | Sylvan Paezzo                            | 01 de junho de 1981 - 3 de julho de 1981        | 25        |
| Cuca acorda depois de dormir de sete em sete anos, e está muito mais maligna e perversa. Emília resolve dar-lhe o espelho da Iara para acabar com isso. |      |                                                                   |                                          |                                                 |           |
| 4 | 36   | "As Caçadas de Pedrinho"                                          | Marcos Rey                               | 6 de julho de 1981 - 7 de agosto de 1981        | 25        |
| Uma onça foge do zoológico e Pedrinho, com ajuda de Tio Barnabé e Narizinho, decide caçá-la. |      |                                                                   |                                          |                                                 |           |
| 5 | 37   | "O Circo de Escavalinho"                                          | Wilson Rocha                             | 10 de agosto de 1981 - 2 de outubro de 1981     | 40        |
| Uma grande homenagem ao circo, e a todos os seus componentes. A história de Emília querer reviver seu Circo de Escavalinho é só um pretexto. Durante todo o episódio, são introduzidas enas de espetáculos famosos, tanto nacionais omo estrangeiros. Aqui, a boneca se encontra com Arrelia, o palhaço mais famoso do Brasil! |      |                                                                   |                                          |                                                 |           |
| 6 | 38   | "Entrou Por Uma Porta e Saiu Por Outra - Especial em 5 Episódios" | Sylvan Paezzo, Marcos Rey e Wilson Rocha | 05 de outubro de 1981 - 31 de dezembro de 1981  | 65        |
| 6 | 38   | "Rapunzel"                                                        | Sylvan Paezzo                            | 05 de outubro de 1981 - 16 de outubro de 1981   | 10        |
| 6 | 38   | "Abu Kir e Abu Sir"                                               | Marcos Rey                               | 29 de outubro de 1981 - 13 de novembro de 1981  | 20        |
| 6 | 38   | "O Pé de Feijão Mágico"                                           | Wilson Rocha                             | 16 de novembro de 1981 - 4 de dezembro de 1981  | 15        |
| 6 | 38   | "O Homem Que Quis Laçar Deus"                                     | Wilson Rocha                             | 07 de dezembro de 1981 - 18 de dezembro de 1981 | 10        |
| 6 | 38   | "O Nascimento do Saci"                                            | Marcos Rey                               | 21 de dezembro de 1981 - 31 de dezembro de 1981 | 10        |
| Especial contendo 5 episódios de curta duração, onde os personagens do Sítio vivenciam contos populares. |      |                                                                   |                                          |                                                 |           |

## 6.ª temporada (1982)
- Por conta da transmissão da Copa 1982, Sítio sai da grade entre os dias 14 de junho a 9 de julho de 1982.
- "Reinações de Narizinho" marca a saída de Reny de Oliveira e Daniele Rodrigues da série.

| Ep/T | Ep/S | Título                             | Adaptação       | Exibição original                               | Capítulos |
| --- | ---- | ---------------------------------- | --------------- | ----------------------------------------------- | --------- |
| 1 | 39   | "A Sobrinha da Cuca"               | Sylvan Paezzo   | 26 de abril de 1982 - 30 de abril de 1982       | 5         |
| A sobrinha da Cuca aparece para substituí-la, e ela é ainda pior que a tia. Com isso, Emília e Visconde se unem para derrotá-la. |      |                                    |                 |                                                 |           |
| 2 | 40   | "Ali Babá, Emília e os 40 Ladrões" | Marcos Rey      | 3 de maio de 1982 - 14 de maio de 1982          | 10        |
| A turma do sítio entra na história de Ali Babá, onde todos (exceto Emília, que é ela mesma) viram personagens. |      |                                    |                 |                                                 |           |
| 3 | 41   | "A Bela e a Fera"                  | Sylvan Paezzo   | 17 de maio de 1982 - 21 de maio de 1982         | 5         |
| Narizinho, Pedrinho e Emília são os narradores e espectadores do famoso conto A Bela e A Fera. E os personagens vão aparecendo num passe de mágica, para dar vida a história |      |                                    |                 |                                                 |           |
| 4 | 42   | "A Canastra da Emíllia"            | Marcos Rey      | 24 de maio de 1982 - 11 de junho de 1982        | 15        |
| Cada vez que Emília mexe em sua canastra, acontece uma história, uma aventura. O episódio tem um detalhe curioso: uma das histórias, a da menina que perdeu o seu quintal, foi contada pelo próprio Lobato para sua neta, Joice, que nem lembrava mais o final. |      |                                    |                 |                                                 |           |
| 5 | 43   | "Pinóquio"                         | Wilson Rocha    | 12 de julho de 1982 - 23 de julho de 1982       | 10        |
| O famoso boneco de madeira aparece no Sítio, mas foge de lá. Quando o seguem, Pedrinho, Narizinho e Emília entram numa caixa onde são transportados para de onde o boneco veio. |      |                                    |                 |                                                 |           |
| 6 | 44   | "A Grande Vingança da Cuca"        | Wilson Rocha    | 26 de julho de 1982 - 30 de julho de 1982       | 5         |
| De repente Tio Barnabé, Dona Benta e Tia Nastácia têm, o primeiro, premonições, as duas, visões. É a Cuca que resolve vingar-se das crianças, que lhe pregaram uma peça. |      |                                    |                 |                                                 |           |
| 7 | 45   | "Era uma vez uma Bela Adormecida"  | Marcos Rey      | 2 de agosto de 1982 - 20 de agosto de 1982      | 15        |
| A famosa estória da princesa adormecida, contada no jeito especial do Sítio do Picapau Amarelo. Envolvia personagens como os príncipes gêmeos Alex e Átila (no clichê de um bom e o outro mau), as fadas que davam os dons à princesa (e a famosa Fada Má, claro), feitiçeiros, bandidos, até um gênio. E a aventura ia se desenrolando pelos capítulos, fascinando os telespectadores. |      |                                    |                 |                                                 |           |
| 8 | 46   | "A Chave Particular do Tamanho"    | Bráulio Pedroso | 23 de agosto de 1982 - 3 de setembro de 1982    | 10        |
| Emília e Visconde diminuem de tamanho para fugir de um animal e se refugiam numa moeda, até alcançar o átomo. No tempo real são duas horas de histórias; mas para os dois a coisa leva séculos, e até viagens interplanetárias acontecem. |      |                                    |                 |                                                 |           |
| 9 | 47   | "Os Besouros da Emília"            | Sylvan Paezzo   | 6 de setembro de 1982 - 24 de setembro de 1982  | 15        |
| Emília está com um pedaço rasgado, e pede para que Tia Nastácia a remende. A negra está atormentada com os preparativos para uma quermesse, e nem nota que a pobre boneca foi costurada de um jeito errado: sua cabeça ficou voltada para trás e sua boca ficou presa, a impedindo de usar o faz-de-conta para reverter aquela situação. Ela passa agonizantes momentos tentando se livrar daquele estado, até que a solução aparece: seus besouros, que são feitos de faz-de-conta podem muito bem dizer a palavra mágica e fazê-la voltar ao normal. |      |                                    |                 |                                                 |           |
| 10 | 48   | "O Rapto das Estrelas"             | Wilson Rocha    | 27 de setembro de 1982 - 8 de outubro de 1982   | 10        |
| Conta a lenda indígena dos Bororós que, enquanto os homens iam caçar, as mulheres indígenas buscavam milho no mato para fazer o pão que alimentava suas famílias. Um dia, as crianças da aldeia comeram todo o pão e, com medo de serem castigadas, subiram num cipó para o céu. São esses mesmos indiozinhos, cujo brilho dos olhos é confundido com os pontos luminosos do céu, que vão descer no Sítio do Picapau Amarelo, assustando e deliciando todos os seus moradores.                                                                         |      |                                    |                 |                                                 |           |
| 11 | 49   | "Um Estranho Conto de Fadas"       | Sylvan Paezzo   | 11 de outubro de 1982 - 29 de outubro de 1982   | 15        |
| No sítio, um anãozinho de louça é encontrado no jardim, e ninguém sabe de onde surgiu. Emília jura que foi ali colocado para lhe fazer companhia e tem certeza que o reconhece de algum lugar. Não demora a lembrar: foi num conto de fadas. Imediatamente, Dona Benta pega o livro e, com todos sentados, começa a contar a história do anão Rumpelstiltiskin, nome que ninguém no reino consegue decorar. |      |                                    |                 |                                                 |           |
| 12 | 50   | "Aí Vem Tom Mix"                   | Marcos Rey      | 01 de novembro de 1982 - 26 de novembro de 1982 | 20        |
| A história começa com a chegada do famoso cowboy Tom Mix a Tucanos, com o firme propósito de prender o perigoso bandido Frank Malone. |      |                                    |                 |                                                 |           |
| 13 | 51   | "Reinações de Narizinho"           | Wilson Rocha    | 29 de novembro de 1982 - 10 de dezembro de 1982 | 10        |
| Narizinho e Dona Benta visitam o compadre Zé Bento, e encontram o livro das "Reinações de Narizinho". Ao lê-lo, a menina recorda todas as aventuras que viveu. Uma maldade da cuca faz Emília voltar a ser uma boneca muda e sem vida, e agora, ela e sua dona retornam ao Reino das Águas Claras, recomeçando a história. |      |                                    |                 |                                                 |           |

## 7.ª temporada (1983)
- Suzana Abranches e Izabella Bicalho entram para o elenco fixo como Emília e Narizinho, respectivamente.
- Após 1 mês de reprises, entre 4 e 30 de julho, Sítio passa a ser transmitido também aos sábados, passando a ter seis capítulos inéditos por semana.

| Ep/T | Ep/S | Título               | Adaptação                    | Exibição original                               | Capítulos |
| --- | ---- | -------------------- | ---------------------------- | ----------------------------------------------- | --------- |
| 1 | 52   | "Viagem ao Céu"      | Marcos Rey                   | 7 de março de 1983 - 8 de abril de 1983         | 25        |
| Visconde resolve construir um foguete para a turma fazer uma viagem espacial, como objetivo de encontrar o planeta Amarelinho, planeta descoberto por ele , e que fica atrás de Marte, apesar do descrédito dos cientistas. O foguete do sábio vai parar em outro lugar, um planeta onde dois povos são rivais há muito tempo. |      |                      |                              |                                                 |           |
| 2 | 53   | "Robson Crusoé"      | Sylvan Paezzo                | 11 de abril de 1983 - 20 de maio de 1983        | 30        |
| A História de Robinson Crusoé contada e mostrada com a intromissão da espevitada Emília. |      |                      |                              |                                                 |           |
| 3 | 54   | "A Guerra dos Sacis" | Sylvan Paezzo                | 23 de maio de 1983 - 1 de julho de 1983         | 30        |
| Os humanos estão perdendo a sua essência natural, e se aliando a máquinas. Nessa história, o Capoeirão dos Taquaruçus corre o perigo de ser derrubado por um grupo de pessoas que não se importam com a preservação do verde. Os sacis, então, resolvem montar uma guerra e impedir o desmatamento. O pessoal do sítio também fica do lado deles, e vai para a batalha. |      |                      |                              |                                                 |           |
| 4 | 55   | "Califa Por Um Dia"  | Marcos Rey                   | 1 de agosto de 1983 - 3 de setembro de 1983     | 30        |
| Um certo Califa fica sabendo de um homem que aponta uma porção de coisas erradas em seu reino. Ele, então, decide trocar os papéis. O tal homem fica sendo Cafifa por um dia, com a permissão de deixar todas as coisas ao seu modo. E, claro, essa história tem a participação especial da turma do Sítio do Picapau Amarelo. - OBS: Esse episódio é o último com a presença de Zé Carneiro (Tonico Pereira). Tonico foi afastado após desavenças com o diretor Roberto Vignati. A partir de O Gato Félix, o espaço deixado por Zé Carneiro seria preenchido por Zeca do Pombo (Silveirinha). Zeca do Pombo, porém, só participou dos três episódio finais da temporada de 1983 e também saiu, assim restando Garnizé e João Perfeito na temporada seguinte.                                                   |      |                      |                              |                                                 |           |
| 5 | 56   | "O Gato Félix"       | Wilson Rocha                 | 5 de setembro de 1983 - 15 de outubro de 1983   | 36        |
| Felix chega ao sítio falando de inúmeras aventuras vividas por ele, sempre contando vantagens, o que faz Emília ficar irritada e desconfiada. A boneca fará tudo para descobrir se esse gato recém chegado é realmente Felix. |      |                      |                              |                                                 |           |
| 6 | 57   | "Emília Borralheira" | Wilson Rocha e Sylvan Paezzo | 17 de outubro de 1983 - 26 de novembro de 1983  | 36        |
| As duas sobrinhas de Dona Esperança, Ordélia e Mofélia, chegam com ela ao sítio a fim de convencê-la de que o lugar pertence a família delas. Com isso, a história de Cinderela é adaptada a realidade do sítio, tendo Emília como observadora e condutora do enredo, Narizinho como borralheira e Pedrinho vivendo o Príncipe. Durante o episódio são mostrados vários clipes musicais das sobrinhas, o que na época de exibição, fez toda a garotada decorar a música cantada por elas. |      |                      |                              |                                                 |           |
| 7 | 58   | "O Burro Falante"    | Marcos Rey                   | 28 de novembro de 1983 - 31 de dezembro de 1983 | 30        |
| Um misterioso homem aparece nas redondezas de Tucanos, arrancando todas as folhinhas do dia 31 de dezembro. Seu objetivo é impedir a passagem do ano, pois na verdade ele é o Sr. Ontem, o ano velho em pessoa, que com medo de morrer com a vinda do ano novo, tenta impedir que o tempo passe para se tornar eterno. Do outro lado da história temos Garnizé e João Perfeito fazendo um desafio com Zeca do Pombo: eles aproveitam o fato do caipira não saber que o Conselheiro fala e apostam um par de botinas novas e um colete, que eles ensinam o burro a falar. Também chega ao Sítio Pedro Pichorra, que após descobrir que Conselheiro é um Burro Falante, decide levar o animal para capital com a intenção de transformá-lo numa atração de circo, e assim enriquecer às custas do célebre animal. |      |                      |                              |                                                 |           |

## 8.ª temporada (1984)
- Por conta da transmissão das Olimpíadas 1984, Sítio sai da grade entres os dias 30 de julho a 10 de agosto de 1984.

- "Barba Azul, O Cara de Coruja" marca a saída de Izabella Bicalho e Marcelo José da série.

| Ep/T | Ep/S | Título                               | Adaptação     | Exibição original                             | Capítulos |
| --- | ---- | ------------------------------------ | ------------- | --------------------------------------------- | --------- |
| 1 | 59   | "A Arca da Emília"                   | Wilson Rocha  | 19 de março de 1984 - 4 de maio de 1984       | 35        |
| Emília resolve construir a sua arca, assim como Noé, pois colocou na cabeça que o mundo vai se acabar. |      |                                      |               |                                               |           |
| 2 | 60   | "A Reinação do Esperto Come Esperto" | Marcos Rey    | 7 de maio de 1984 - 22 de junho de 1984       | 35        |
| A volta de Deolinda, a descoberta de ouro na Serra dos Cotovelos e o surgimento de Serapião Palha quebram a calma do Arraial dos Tucanos. |      |                                      |               |                                               |           |
| 3 | 61   | "A Volta do Anjinho"                 | Sylvan Paezzo | 25 de junho de 1984 - 27 de julho de 1984     | 25        |
| Flor das alturas cai no Sítio e é encontrado por Emília, que logo trata de escondê-lo de todos, mas aos poucos todos vão descobrindo a presença do anjo e a notícia toma proporções internacionais, obrigando o pobre Visconde a se disfarçar de anjo para distrair as crianças, que vieram dos Estados Unidos para ver a grande atração. |      |                                      |               |                                               |           |
| 4 | 62   | "Visconde de Sabugosa"               | Marcos Rey    | 13 de agosto de 1984 - 28 de setembro de 1984 | 35        |
| Mais uma vez, a cuca tenta afetar o pessoal do Sítio. Nessa tentativa, ela se disfarça e transforma a todos em estátuas. Isto é, todos menos o Visconde, que consegue reverter aquela situação de uma maneira bem original: ele bebe um chá junto com ela, sendo que em uma das xícaras tem uma poção mágica. Quando o sabugo vira de costas, a jacaroa troca as xícaras, e... se dá mal! Claro que o Visconde sabia que ela ia fazer a troca, e se virou de propósito. Assim, ela pegou para si o chá com a poção. |      |                                      |               |                                               |           |
| 5 | 63   | "Barba Azul, O Cara de Coruja"       | Sylvan Paezzo | 1 de outubro de 1984 - 28 de dezembro de 1984 | 65        |
| A criançada está de férias. Para alegrá-las chegam Rapunzel, Branca de Neve, Aladim e Cinderela, além dos príncipes. Porém, a Rainha Madrasta, Barba Azul e Boris, seu mordomo, também vem para aterrorizar a turminha e seus convidados. - OBS: Além de Izabella e Marcelo, este episódio também marca a saída de dois atores que tiveram destaque no seriado: Canarinho (Garnizé) e Ivan Senna (João Perfeito), os personagens interpretados por eles foram cortados das duas temporadas que ainda viriam.        |      |                                      |               |                                               |           |

## 9.ª temporada (1985)
- Daniel Lobo e Gabriela Senra são a nova dupla de Narizinho e Pedrinho.

| Ep/T | Ep/S | Título                | Adaptação                         | Exibição original                        | Capítulos |
| --- | ---- | --------------------- | --------------------------------- | ---------------------------------------- | --------- |
| 1 | 64   | "O Enigma Enigmático" | Marcos Rey e Hamilton Vaz Pereira | 1 de julho de 1985 - 26 de julho de 1985 | 20        |
| Um cientista brasileiro inventa o KL7, que serve para desativar todas as armas nucleares. Criado para a paz, ele pode, no entanto, servir a interesses escusos, quando é roubado por perigosos bandidos. Pedrinho e o detetive Borges, então, se pões a investigar o caso e tentar encontrar o aparelho. Em outro pólo da ação, aparece no sítio uma equipe de cinema americano, que traz Rut Davis (Zilka Salaberry, a própria Dona Benta), uma atriz moderníssima que se interessa pelo Visconde, e Sarah Maughan (Jacira Sampaio, a própria Tia Nastácia) uma cantora de jazz transloucada. |      |                       |                                   |                                          |           |

## 10.ª temporada (1986)
- "A Trilha das Araras" é o último episódio da série.
- O episódio "Cabeça de Aço", escrito por Wilson Rocha e dirigido por Gracindo Jr., foi cancelado em fase de produção em agosto de 1985.

| Ep/T | Ep/S | Título                | Adaptação                       | Exibição original                            | Capítulos |
| --- | ---- | --------------------- | ------------------------------- | -------------------------------------------- | --------- |
| 1 | 65   | "A Trilha das Araras" | Sylvan Paezzo e Margareth Boury | 6 de janeiro de 1986 - 31 de janeiro de 1986 | 20        |
| O sossego de uma tribo indígena é quebrado com a chegada de Ester, uma mercenária que vê em todos os bichos a possibilidade de fazer produtos com suas peles, pena e couro. Até mesmo a Cuca pode virar uma bolsa! |      |                       |                                 |                                              |           |